# Palombaro lungo
Le Palombaro Lungo est le plus grand réservoir d'eau souterrain de la ville de Matera dans le Basilicate, en Italie du Sud. Il est situé sous le pavage de la Piazza Vittorio Veneto, où convergent les eaux de pluie et les eaux de source des collines de La Nera, Lapillo et Macamarda. Avec d'autres citernes souterraines, il forme la « Matera souterraine »; la citerne fait partie d'un système de collecte d'eau qui s'étend sur toute la longueur des Sassi et était nécessaire à l'approvisionnement de ses habitants.

## Histoire

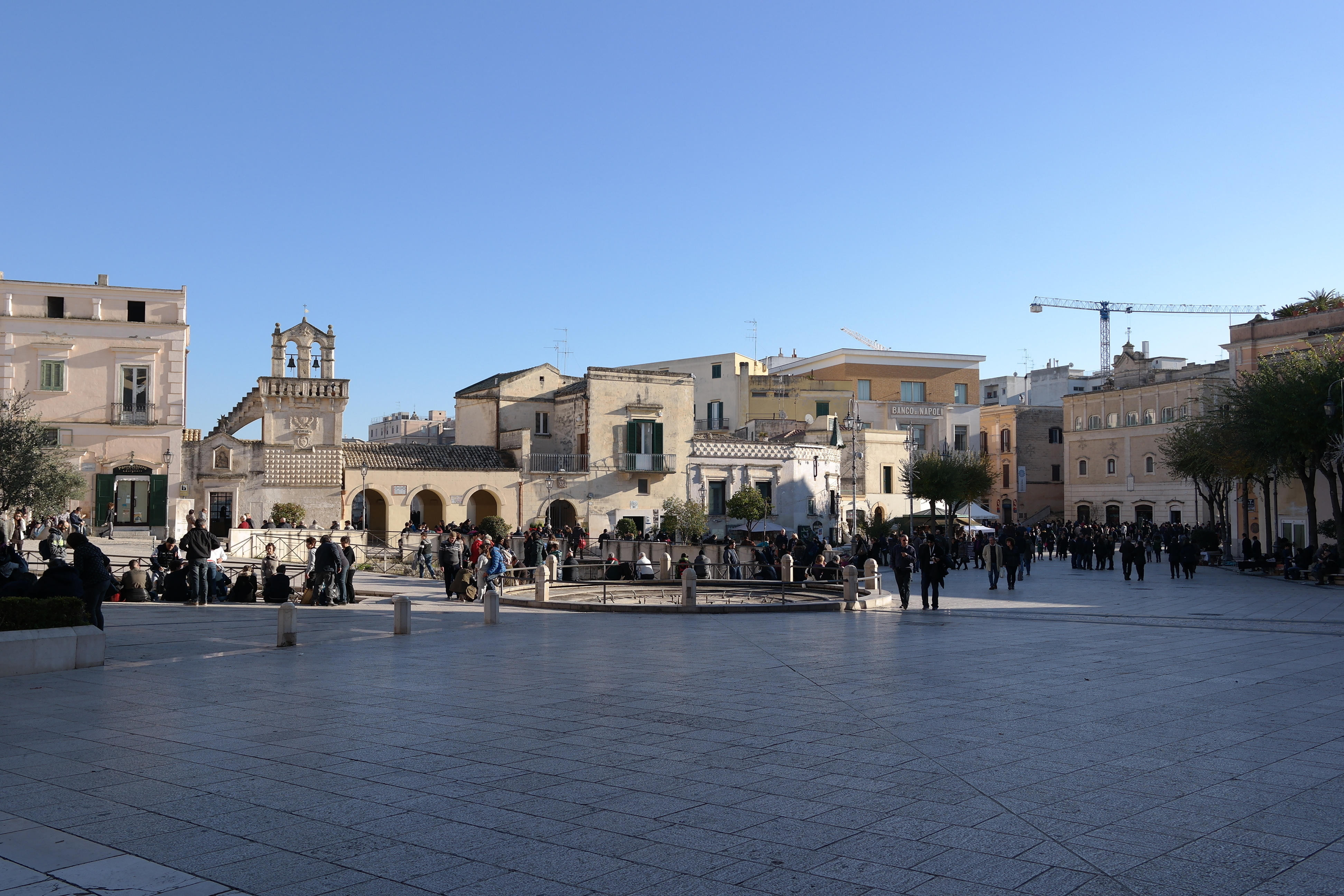
Vue de la place au-dessus du Palombaro Lungo

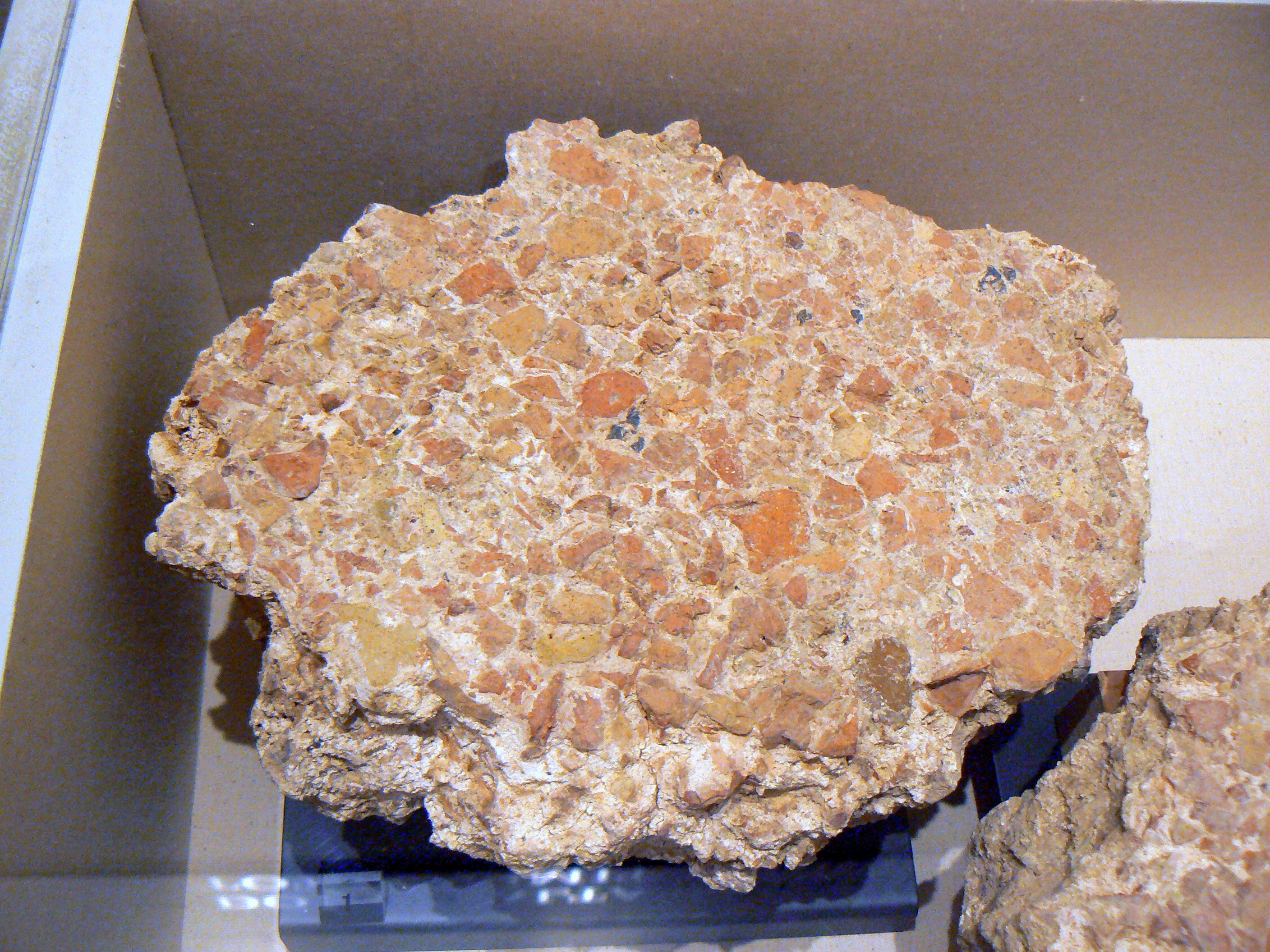
Sol recouvert de cocciopesto

Dans la région des Sassi, il y a toujours eu des citernes souterraines, mais le Palombaro Lungo est né de la connexion de plusieurs grottes préexistantes dans la région à la suite de l'augmentation de la population et des travaux importants visant à la construction de réserves d'eau au XVIe siècle. La construction de la citerne remonte au XIXe siècle, elle a été achevée en 1882 sur un projet de l'ingénieur Rosi, même s'il n'est pas facile d'établir une certaine datation des environnements hypogés de la Piazza Vittorio Veneto en raison de la présence très ancienne d'habitants dans les environnements caveos de Matera.
Dans le passé, la zone dans laquelle s'étend la Piazza Vittorio Veneto était recouverte de terre et de débris pour faciliter la construction et raffermir le sol argileux précédent, et en fait la place agit comme une ligne de partage des eaux entre les habitations paysannes des Sassi et les maisons à étage des familles bourgeoises. Après avoir été utilisé pendant environ un siècle et demi comme réserve d'eau, il fut abandonné en 1920 après la construction de l'aqueduc des Pouilles qui garantissait l'approvisionnement en eau de la ville et rendait superflu l'usage du Palombaro Lungo.
Le Palombaro a été redécouvert en 1991 par un groupe de savants, dirigé par Enzo Viti, dessinateur technique, expert en souterrains de Matera, qui au moment de la découverte traversa la citerne à bord d'un canot pneumatique ; cette découverte a contribué à faire des Sassi di Matera un site du patrimoine mondial de l'UNESCO.

## Étymologie
Le nom pourrait dériver du latin palumbarius et donc faire référence à un oiseau de proie qui se jette sur sa proie et plonge, ou encore du verbe grec ancien « κολυμβάω »  coliumbao qui signifie « immerger » , selon d'autres sources il pourrait être lié au terme latin plumbarius, c'est-à-dire un lieu qui servait à la collecte de l'eau. L'adjectif « long » fait plutôt référence à la taille de la structure.
Le terme « Palombaro » est également utilisé dans l'Iliade en référence au « Palombari Nudi », en parlant de la chute de Cébrion et aussi dans Thucydide décrivant le siège de Syracuse. On peut donc en déduire que le mot « palombaro » est utilisé pour désigner tout ce qui se trouve sous le niveau de l'eau.

## Caractéristiques et utilisation
La citerne présente des parois en tuf de forme arrondie, recouverts d'un enduit imperméable, le cocciopesto (une technique ancienne, connue des peuples de la Méditerranée, pour empêcher l'eau d'être absorbée par les roches calcaires). Le Palombaro mesure environ 18 mètres de haut et 50 de large et a une capacité d'environ 5 millions de litres d'eau.
Les habitants de Matera s'approvisionnaient auprès du Palombaro en abaissant de petits seaux à travers deux trous externes ; certains des seaux utilisés ont été perdus et peuvent être retrouvés aujourd'hui dans une petite zone sèche, autrefois immergée, communément appelée « la plage ».

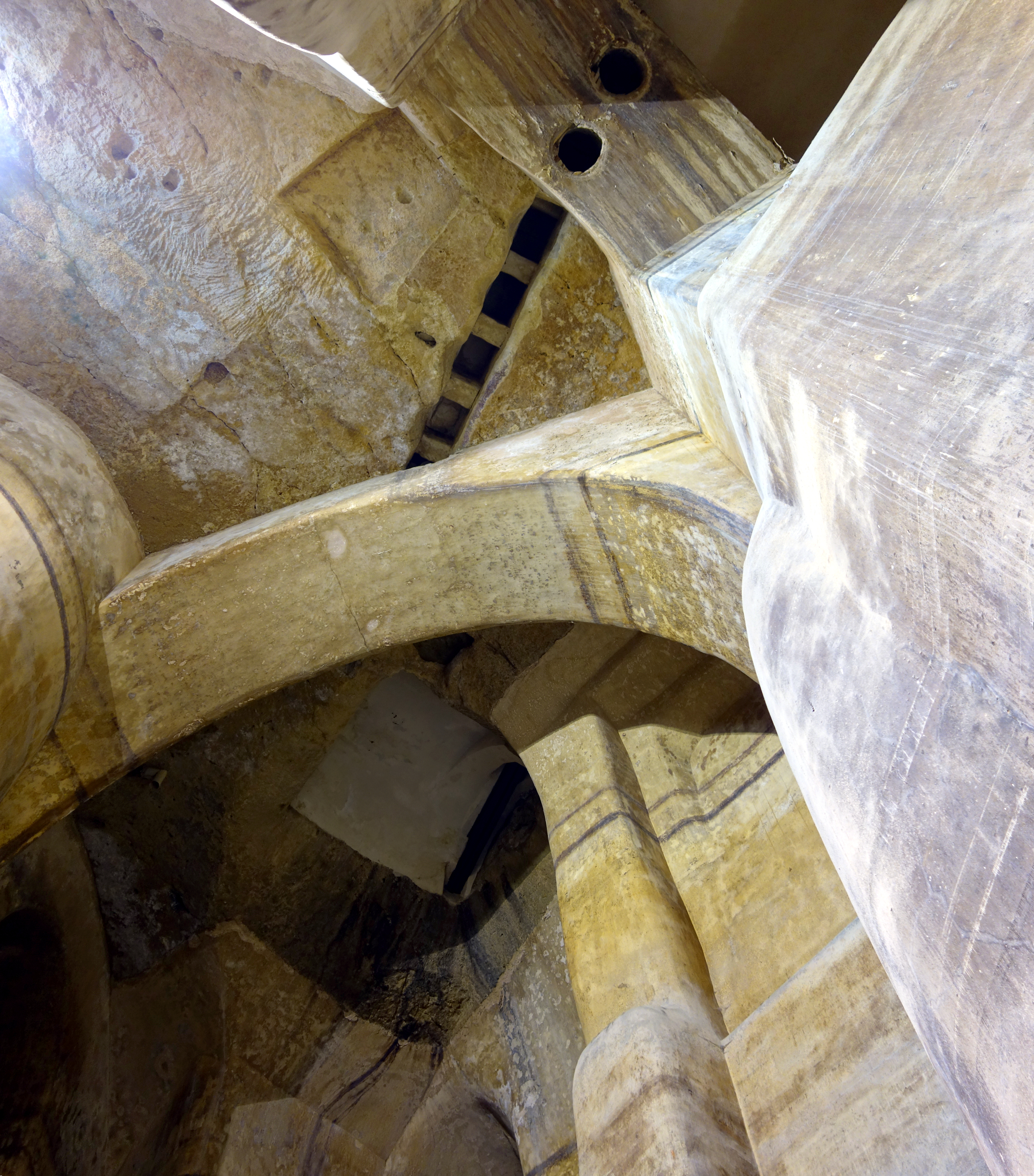
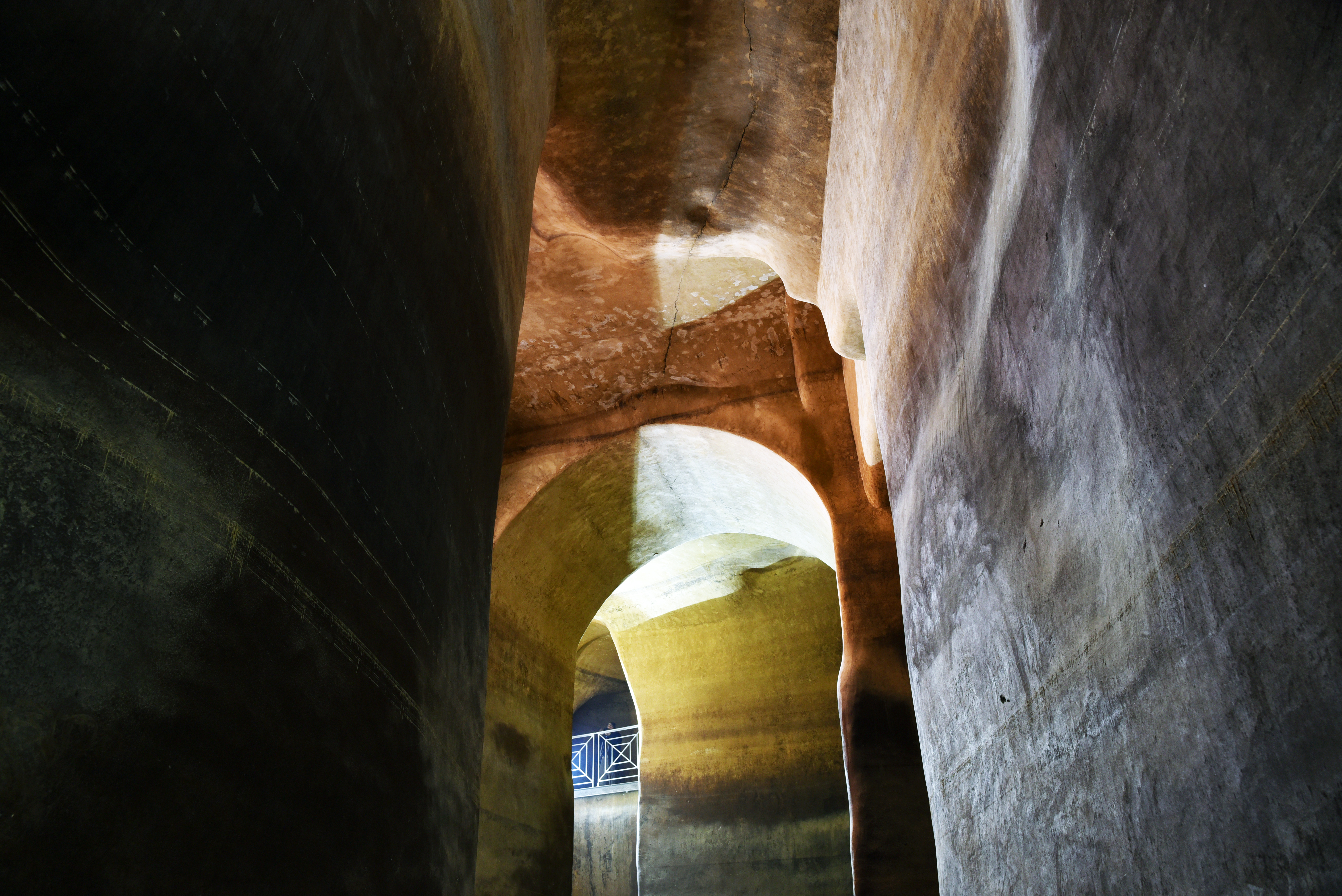
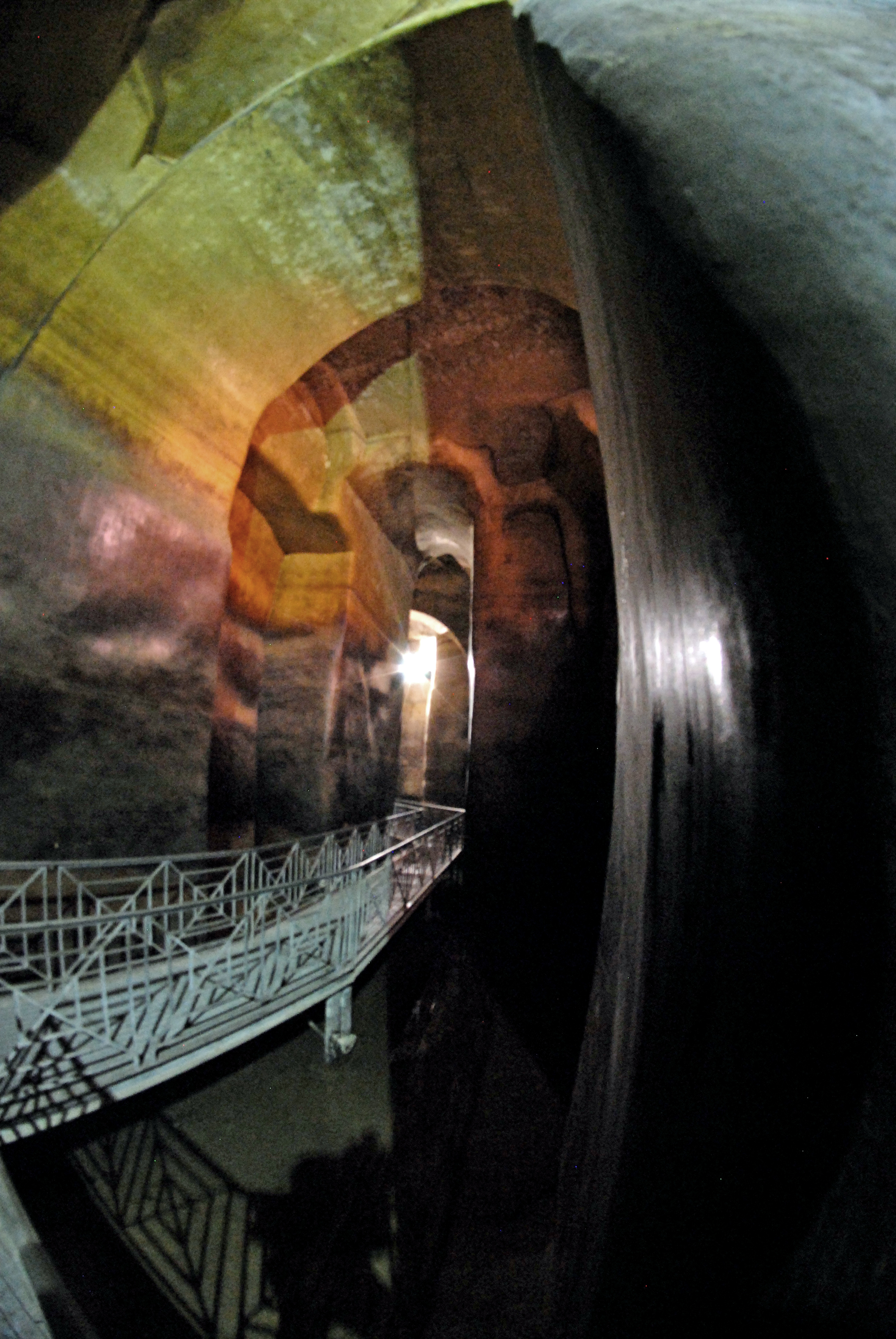